# Сайгак
Сайга́к степовий, або сайга́ татарська, або суга́к (Saiga tatarica) — рід і вид ссавців з родини бикових (Bovidae) ряду оленеподібних, або парнопалих (Cerviformes, seu Artiodactyla). Належить до групи родів «антилоп». Мешканець степів, який раніше широко заселяв Європу й Азію, а нині зберігся лише в Казахстані, Узбекистані, Киргизстані, в Калиткії) та на заході Монголії. У 2002 р. Міжнародним союзом охорони природи віднесено до видів, які перебувають на межі зникнення. 2023-го року статус змінено на «Близький до загрозливого».

## Таксономія, філогенетика, еволюція
Вперше цей вид був описаний шведським зоологом Карлом Ліннеєм у 12-му виданні Systema Naturae (1766) під назвою Capra tatarica.
Філогенетичні взаємозв'язки сайги з найближчими антилопами показані на кладограмі:
|  | Gazella  |
|  |          |
|  | Antilope |
|  |          |

|  | Nanger   |
|  |          |
|  | Eudorcas |
|  |          |

|  | Gazella  |
|  |          |
|  | Antilope |
|  |          |

|  | Nanger   |
|  |          |
|  | Eudorcas |
|  |          |

|  | Antidorcas  |
|  |             |
|  | Litocranius |
|  |             |

|  | Gazella  |
|  |          |
|  | Antilope |
|  |          |

|  | Nanger   |
|  |          |
|  | Eudorcas |
|  |          |

|  | Gazella  |
|  |          |
|  | Antilope |
|  |          |

|  | Nanger   |
|  |          |
|  | Eudorcas |
|  |          |

|  | Antidorcas  |
|  |             |
|  | Litocranius |
|  |             |

|  | Gazella  |
|  |          |
|  | Antilope |
|  |          |

|  | Nanger   |
|  |          |
|  | Eudorcas |
|  |          |

|  | Gazella  |
|  |          |
|  | Antilope |
|  |          |

|  | Nanger   |
|  |          |
|  | Eudorcas |
|  |          |

|  | Antidorcas  |
|  |             |
|  | Litocranius |
|  |             |

|  | Gazella  |
|  |          |
|  | Antilope |
|  |          |

|  | Nanger   |
|  |          |
|  | Eudorcas |
|  |          |

|  | Gazella  |
|  |          |
|  | Antilope |
|  |          |

|  | Nanger   |
|  |          |
|  | Eudorcas |
|  |          |

|  | Antidorcas  |
|  |             |
|  | Litocranius |
|  |             |

|  | Gazella  |
|  |          |
|  | Antilope |
|  |          |

|  | Nanger   |
|  |          |
|  | Eudorcas |
|  |          |

|  | Gazella  |
|  |          |
|  | Antilope |
|  |          |

|  | Nanger   |
|  |          |
|  | Eudorcas |
|  |          |

|  | Antidorcas  |
|  |             |
|  | Litocranius |
|  |             |

|  | Gazella  |
|  |          |
|  | Antilope |
|  |          |

|  | Nanger   |
|  |          |
|  | Eudorcas |
|  |          |

|  | Gazella  |
|  |          |
|  | Antilope |
|  |          |

|  | Nanger   |
|  |          |
|  | Eudorcas |
|  |          |

|  | Antidorcas  |
|  |             |
|  | Litocranius |
|  |             |

|  | Gazella  |
|  |          |
|  | Antilope |
|  |          |

|  | Nanger   |
|  |          |
|  | Eudorcas |
|  |          |

|  | Gazella  |
|  |          |
|  | Antilope |
|  |          |

|  | Nanger   |
|  |          |
|  | Eudorcas |
|  |          |

|  | Antidorcas  |
|  |             |
|  | Litocranius |
|  |             |

|  | Gazella  |
|  |          |
|  | Antilope |
|  |          |

|  | Nanger   |
|  |          |
|  | Eudorcas |
|  |          |

|  | Gazella  |
|  |          |
|  | Antilope |
|  |          |

|  | Nanger   |
|  |          |
|  | Eudorcas |
|  |          |

|  | Antidorcas  |
|  |             |
|  | Litocranius |
|  |             |

Скам'янілості сайги, зосереджені в основному в центральній і північній Євразії, датуються ще пізнім плейстоценом (майже 0,1 млн років). Вимерлий вид або підвид сайга північна Saiga borealis або Saiga tatarica borealis, ідентифікований із плейстоцену північної Євразії. Морфологія сайги, схоже, істотно не змінилася з доісторичних часів. Судячи з порівняльної морфології черепів і рогів виявлені відмінності між S. borealis та S. tatarica, найімовірніше, відповідають рівню підвидів і можуть бути результатом біогеографічної диференціації популяцій сайги в плейстоцені. Необхідні додаткові морфометричні дослідження, засновані на більш повному матеріалі та необхідні аналізи ДНК задля повного опису цієї диференціації та еволюційної історії. До голоцену сайги жили як на заході (сучасні Англія й Франція), так і на сході (північ Сибіру, Аляска, Канада). Дослідження вказують на різке зниження генетичної мінливості з часів пізнього плейстоцену — голоцену, ймовірно через ефект пляшкового горла.

## Опис
Тіло завдовжки до 140 см, хвіст — до 12,5 см, самці у холці заввишки до 79 см, самиці — до 73 см; вага самців до 51 кг, самиць — до 41 кг. У самців — широко розставлені роги, самиці — безрогі. Має надзвичайний вигляд зі збільшеним носом, який висить над ротом. Ці унгуляти вважаються проміжними між антилопами та вівцями. У літній період шерсть рідка й коричнева, але стає білою й на 70 відсотків щільнішою взимку. Живіт світлого забарвлення впродовж усього року, а на нижній частині шиї — невелика грива.

## Поведінка
Сайги є кочовими тваринами та здійснюють сезонні переселення з літніх пасовищ у степах на зимові у пустельних районах. Тічка починається наприкінці листопада й самці збирають групи з близько 30 самиць у «гарем», який вони агресивно захищають. Самці не їдять багато в цей період, коли вони беруть участь у боях за самиць, які часто закінчуються смертю. За цей час рівень смертності самців може сягати 90 відсотків через виснаження. Самці, які вижили, починають мігрувати на північ наприкінці квітня. Самиці народжують зазвичай до двох дитинчат, які спочатку приховані в рослинності.
Сайги пасуться на ряді трав і чагарників. Як видається, надзвичайний опухлий ніс відфільтровує пил з повітря під час сухих літніх міграцій і дозволяє прогріти холодне зимове повітря, перш ніж він досягне легенів.

## Поширення і чисельність
У XVII—XVIII століттях сайгак населяв усі степи та напівпустелі Європи та Азії: від передгір'я Карпат на заході до Монголії і Західного Китаю на сході. На півночі у ті часи доходив до Києва, Барабинського степу в Сибіру. Однак у другій половині століття внаслідок освоєння людиною степових просторів сайгак майже зник у Європі. Різко скоротилася чисельність виду і в Азії. У результаті на початку XX століття він зберігся в Європі тільки в найбільш недосяжних районах нижньої течії Волги, а в Азії — по Устюрту, в Бетпак-Дале, в міжріччі Ілі — Каратал (піски Сариесик-Атирау), у котловинах західних озер Монголії і деяких інших місцях.
У минулому сайгак заселяв степи України на захід до самих Карпат (степ Пантелиха). Вид зник на теренах України (на всій ділянці на захід від Дону) у XIX столітті внаслідок прямого переслідування людиною, чому сприяло поширення вогнепальної зброї. Останню тварину було забито у 1898 р. біля с. Преображенка за 43 км від Асканії-Нова. Сьогодні відновлення популяцій в Україні неможливе через відсутність необхідного обсягу степових ділянок і високий рівень браконьєрства[джерело?].

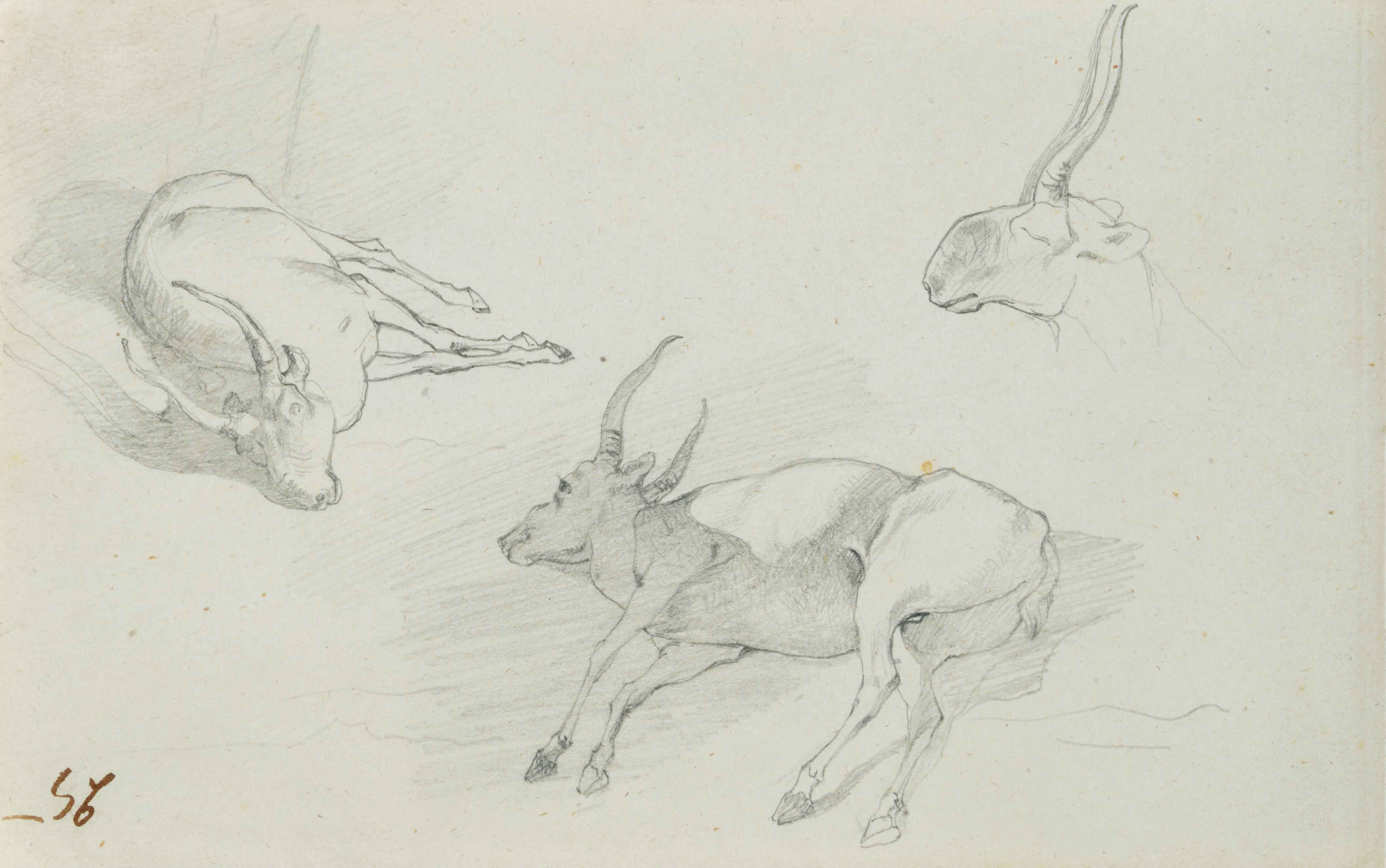
Сагайки на острові Відродження (Миколи І). 1848 р. Малюнок Т. Шевченка

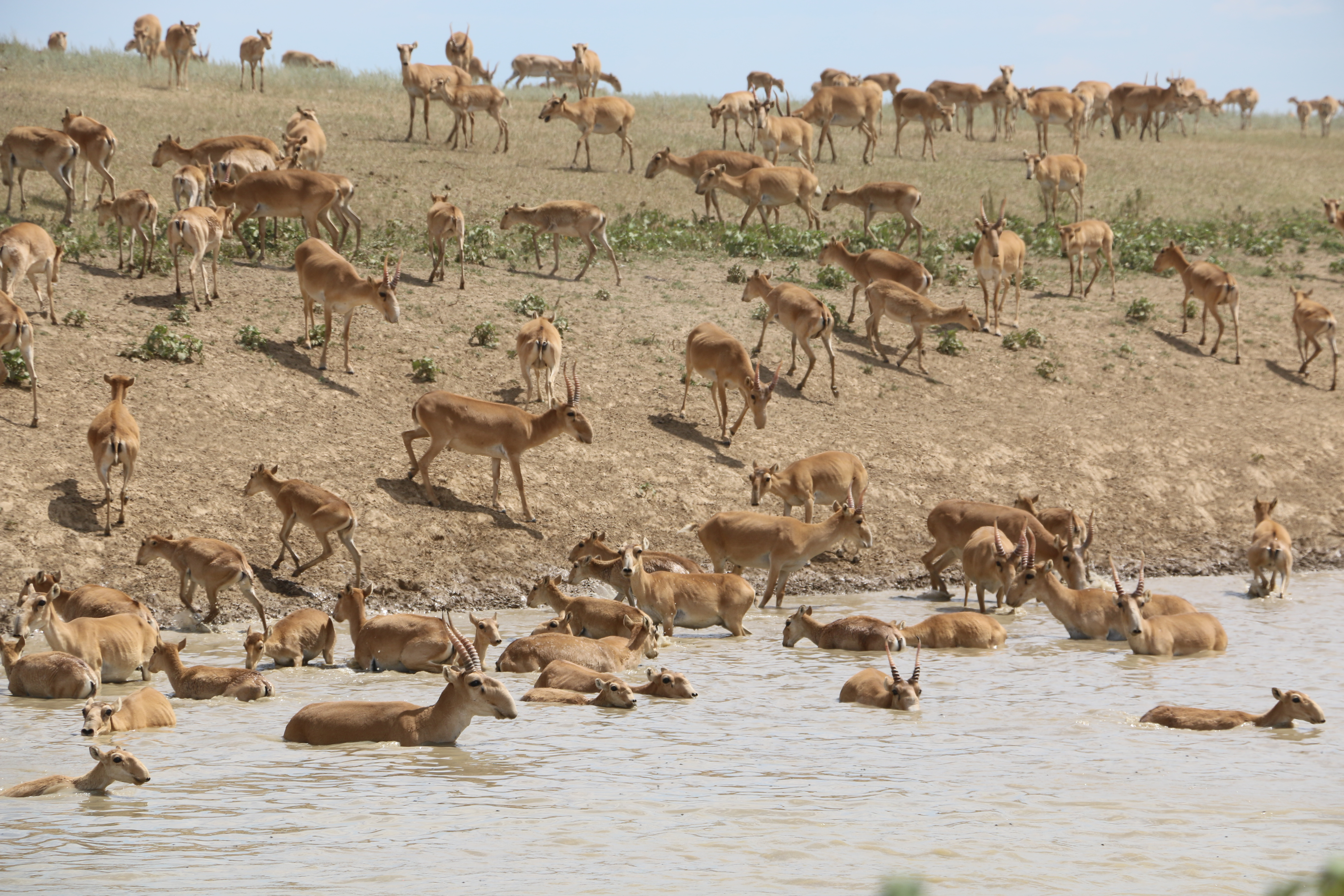
Сагайки на заході Казахстану. 2017 р.

Суттєве скорочення чисельності виду та майже повне знищення сайгака відбулося в 1920-х роках. Однак завдяки прийнятим заходам охорони і високій плодючості сайгака популяції відновилися і в 1950-х роках чисельність виду становила понад 2 млн особин, які мешкали в степах і напівпустелях СРСР.
До 2008 року існувало, за попередніми даними, близько 50 000 особин сайгака, які належали до підвиду Saiga tatarica tatarica. Вони мешкали в Російській Федерації (Північно-Західний Прикаспій) і трьох областях Казахстану (Волзько-Уральські піски, Устюрт і Бетпак-Дала).
Популяція, яка мешкає в двох ізольованих областях Монголії (Шаргін Гобі та район сомону Манхан) належить до іншого підвиду — Saiga tatarica mongolica і нараховував станом на січень 2004 року близько 750 особин.
Загальна кількість особин сайгаків у Казахстані до травня 2015 року перевищувала 300 тис. голів. У травні 2015 року в Казахстані на території Костанайської, Акмолинської, Актюбинської областей загинуло понад 120 тис. сайгаків. За попередніми даними, причиною масової загибела тварин стала епізоотія хвороби. Фахівці Россільгоспнагляду в ході дослідження загиблих сайгаків 1-2 червня 2015 року виключили такі небезпечні хвороби як ящур, Чума дрібної рогатої худоби, віспа овець і кіз та блютанг. У всіх досліджених пробах виявлено Pasteurella multocida типу В — збудник геморагічної септицемії — гострої септичної хвороби, яка характеризується високим рівнем летальності серед хворих тварин. У квітні 2016 року було остаточно підтверджено, що масова загибель сайгаків була зумовлена саме цим збудником. Науковці пояснили це тим, що в результаті складних погодних умов, які припали на період народження потомства, тварини були сильно ослаблені й не змогли протистояти бактерії.

## Утримання в неволі та напіввільних умовах
В умовах зоопарків або напіввільних умовах сайгаків утримують тільки в Україні в Біосферному заповіднику «Асканія-Нова». Досліди з реакліматизації сайгака на півдні України розпочалися наприкінці 80-х рр. ХІХ ст. в маєтку колоністів Ф. Е. Фальц-Фейна «Асканія-Нова». Перший етап реакліматизації сайгака охоплював період 1887—1921 рр. Проте перша група цих антилоп, будучи випущеною на волю, невдовзі зникла. Другий етап реакліматизації антилопи сайгак охопив період з 1925 по 1941 р. Проте чисельність тварин внаслідок загибелі через різні хвороби була низькою. На початку 1931 року у зоопарку «Асканія-Нова» проживав 21 сайгак. Попри завезення нових тварин та зусилля, спрямовані на збереження наявного поголів'я, впродовж 1951—1956 рр. всі сайгаки поступово загинули. Протягом 1957—1962 рр. та 1971—1979 рр. до Асканії були завезені нові групи тварин, проте вони також прожили недовго. У серпні 1979 р. у Калмикії було відловлено 72 молодих сайгаків. Ця група утворила ядро майбутньої субпопуляції, приріст поголів'я якої упродовж наступного десятиліття відбувався поступово, але стабільно. У серпні 2009 року ця популяція нараховувала 302 особини.
Станом на 2015 рік стадо нараховувало до 600 голів.